# Krigsåret 1854

## Pågående krig
- Kaukasiska kriget (1817-1864)
  - Imanatet Kaukasus på ena sidan
  - Ryssland på andra sidan

- Krimkriget (1853 - 1856)[1]
  - Osmanska riket, Frankrike, Storbritannien och Sardinien på ena sidan.
  - Ryssland på andra sidan.

- Nyzeeländska krigen (1845-1872)
  - Brittiska imperiet på ena sidan.
  - Maori på andra sidan.

## Händelser

### Augusti
- 16 - Bomarsunds fästning på Åland kapitulerar villkorslöst inför fransk-engelsk övermakt.

### September
- 2 - Bomarsunds fästning sprängs av den fransk-engelska hären.

### Oktober
- 25 - Slaget vid Balaklava med Lätta brigadens anfall.

### November
- 5 - Storbritannien och Frankrike segrar över Ryssland i slaget vid Inkerman.

### Fotnoter
1. ↑  ”World Statesmen”. http://www.worldstatesmen.org/WARS.html. Läst 28 juni 2011.